# Deogratias z Kartága
Svatý Deogratias z Kartága byl v 5. století biskup Kartága.
Biskupem Kartága se stal, když mu bylo 14 let, a biskupský stolec obsadil po 23. letech od doby, kdy byl předchozím biskupem svatý Eugenius z Kartága.
Během svého episkopátu prodal vše, co mohl, včetně diecézního zlata, stříbra a uměleckých děl, aby vykoupil z otroctví křesťany, které unesl vandalský král Geiserich.
Největší kostely - baziliku Fausti a baziliku Novarum - nechal předělat na koleje a nemocnice pro uprchlíky. Ve volném čase se staral o nemocné.
Přežil několik pokusů o atentát.
Zemřel roku 457. Pohřben byl tajně, aby jeho hrob nenašli vykradači hrobů.